# Regolamento Internazionale dei Veicoli
Il Regolamento Internazionale dei Veicoli (RIV) fu definito nel 1922 per disciplinare l'uso internazionale dei carri ferroviari sulle ferrovie europee. Dal 1º giugno 2006 fu sostituito dall'AVV (Allgemeiner Vertrag für die Verwendung von Güterwagen, contratto generale per l'uso dei carri merci), ma la marcatura RIV continuò ad essere presente sui carri merci in servizio internazionale.
Fino a nuovo avviso rimangono in vigore solo i regolamenti di carico dell'Allegato II del RIV. I restanti articoli sono stati sostituiti o soppressi.
Il RIV stabiliva i requisiti tecnici che un carro ferroviario doveva possedere per essere utilizzato in servizio internazionale. I carri che soddisfacevano questi requisiti venivano contraddistinti con l'apposizione del simbolo "RIV" sulle fiancate e potevano circolare su tutte le reti ferroviarie aderenti senza necessità di permessi speciali.
I primi due numeri del codice identificativo a dodici cifre permettevano di stabilire se si trattava di un carro RIV. Ad essi venivano infatti assegnati i numeri:
- 01-09
- 11-19
- 21-29
- 31-39

sebbene non fossero utilizzati tutti i numeri della sequenza.
I carri sprovvisti della marcatura RIV potevano essere usati nei paesi stranieri soltanto su servizi speciali concordati preventivamente. In mancanza dell'approvazione RIV o in assenza di accordi per servizi speciali con il paese interessato, la circolazione del carro doveva essere considerata come un trasporto eccezionale.
I regolamenti di carico sono contenuti nell'Allegato II del RIV; le verifiche ispettive per il trasferimento delle merci nel Volume XII.